# Fraser Cartmell
Pour les articles homonymes, voir Cartmell.
Fraser Cartmell né le 16 juin 1982 à Inverness en Écosse est un triathlète professionnel britannique, multiple vainqueur sur triathlon Ironman et Ironman 70.3.

## Palmarès
Le tableau présente les résultats les plus significatifs (podium) obtenus sur le circuit national et international de triathlon et de duathlon depuis 2007,.
| Année | Compétition                      | Pays           | Position           | Temps           |
| ----- | -------------------------------- | -------------- | ------------------ | --------------- |
| 2016  | Championnat d’Écosse de duathlon | Royaume-Uni    | Médaille d'argent  | 2 h 1 min 23 s  |
| 2015  | Ironman Royaume-Uni              | Royaume-Uni    | Médaille d'argent  | 8 h 51 min 6 s  |
| 2014  | Ironman Pays de Galles           | Royaume-Uni    | Médaille d'argent  | 9 h 10 min 16 s |
| 2013  | Ironman 70.3 Royaume-Uni         | Royaume-Uni    | Médaille de bronze | 4 h 20 min 30 s |
| 2012  | Ironman Royaume-Uni              | Royaume-Uni    | Médaille d'argent  | 9 h 7 min 0 s   |
| 2010  | Ironman 70.3 Royaume-Uni         | Royaume-Uni    | Médaille d'or      | 4 h 17 min 3 s  |
| 2010  | Ironman 70.3 Afrique du Sud      | Afrique du Sud | Médaille d'or      | 4 h 7 min 54 s  |
| 2010  | Ironman Royaume-Uni              | Royaume-Uni    | Médaille d'or      | 8 h 40 min 18 s |
| 2009  | Ironman 70.3 Afrique du Sud      | Afrique du Sud | Médaille d'argent  | 4 h 4 min 7 s   |
| 2009  | SABIC Long Distance Triathlon    | Pays-Bas       | Médaille d'or      | 5 h 30 min 29 s |
| 2009  | Ironman 70.3 Royaume-Uni         | Royaume-Uni    | Médaille de bronze | 4 h 20 min 37 s |
| 2008  | Ironman 70.3 Timberman           | États-Unis     | Médaille d'argent  | Timing          |
| 2008  | Ironman 70.3 Royaume-Uni         | Royaume-Uni    | Médaille d'or      | Timing          |
| 2008  | Ironman 70.3 Afrique du Sud      | Afrique du Sud | Médaille de bronze | Timing          |
| 2007  | Ironman 70.3 Royaume-Uni         | Royaume-Uni    | Médaille d'or      | 4 h 24 min 32 s |